# Большие Гари (Лебяжский район)
 Большие Гари  — деревня в Лебяжском районе Кировской области.

## География
Расположена на расстоянии примерно 36 км на юг от райцентра поселка  Лебяжье на левом берегу реки Собака.

## История
Известна с 1891 года, в 1905 дворов 67 и жителей 248, в 1926 90 и 441, в 1950 99 и 347, в 1989 31 житель .  В период 2006-2012 годов входила в состав Индыгойского сельского поселения, 2012 по 2020 год в состав Лажского сельского поселения до упразднения последнего. 

## Население
Постоянное население составляло 25 человек (русские 88%) в 2002 году, 6 в 2010.

## Известные уроженцы
- Новосёлов Сергей Павлович (род. 1930) — советский и российский деятель здравоохранения. Заместитель министра здравоохранения Марийской АССР (1969―1977), главный врач Республиканской больницы МАССР / Марий Эл (1977―1997). Заслуженный врач Российской Федерации (1995). Почётный гражданин Йошкар-Олы (1989).